# Rester la même
Rester la même è il quarto album in studio della cantante francese Lorie, pubblicato nel 2005.

## Tracce
1. Rester la même – 3:46
2. Mille et une nuits – 5:02
3. Un Amour XXL – 3:11
4. S.O.S. – 5:25
5. Game Over – 3:15
6. Fashion Victim – 4:25
7. Ange et Démon – 4:32
8. Parti pour zouker – 5:08
9. Parle-lui – 3:48
10. Santiago de Cuba – 4:00
11. Pas comme les autres – 4:31
12. Peur de l'amour – 4:35
13. Je fonce – 4:26
14. On chante – 4:24
15. Quand tu danses (remix edit) – 4:16
16. Un Signe du destin – 3:19
17. Si demain... – 5:28